# Yoshihiro Togashi
Yoshihiro Togashi (冨樫 義博?, Togashi Yoshihiro; Shinjō, 27 aprile 1966) è un fumettista giapponese, conosciuto per essere il creatore di Yu degli spettri, per il quale ha vinto nel 1994 il Premio Shōgakukan per i manga, e di Hunter × Hunter.

## Biografia

### Gioventù
Nato a Shinjō nella prefettura di Yamagata in una famiglia proprietaria di un'edicola, Togashi cominciò a disegnare manga a tempo perso tra il primo e secondo anno di scuola elementare. Durante la scuola superiore, Togashi era membro del club di belle arti; dopo la scuola, entrò all'Università di Yamagata dove studiò con la speranza di diventare un insegnante. Durante l'università, inviò qualche sua opera manga a Weekly Young Jump, rivista pubblicata da Shueisha. Nel 1986, ventenne, diventò l'autore di un manga intitolato Buttobi Straight (ぶっとびストレート?, Buttobi Sutorēto) per il quale vinse il premio Tezuka, il riconoscimento più prestigioso per fumettisti emergenti in Giappone. Un altro manga di Togashi dal titolo Jura no Mizuki (ジュラのミヅキ?) ricevette una menzione d'onore nel primo numero di Hop Step Award Selection, rivista annuale di Shueisha, pubblicato nel 1988. Dopo aver rinunciato al suo scopo di diventare insegnante, durante l'ultimo anno di università Togashi fu contattato da un redattore di Weekly Shōnen Jump, che gli chiese di trasferirsi a Tokyo.

### Carriera
Tra i primi lavori di Togashi pubblicati per Shueisha, si ricorda Ōkami nante kowakunai!! (狼なんて怖くない!!? lett. "Non ho paura del lupo!!"), una raccolta di racconti brevi comici in manga. Weekly Shōnen Jump pubblicò qualche storia prima di una pubblicazione in volume (tankōbon) nel 1989. Tra il 1989 e il 1990, Togashi scrisse Ten de Shōwaru Cupid (てんで性悪キューピッド? lett. "Uno scorbutico Cupido in Paradiso"), un manga romantico in quattro volumi che racconta la relazione tra un normale ragazzo umano e una bellissima ragazza demone.
Nel 1990 Togashi si fece un nome con la sua successiva serie, Yu degli spettri (幽☆遊☆白書?, Yū Yū Hakusho). La trama, basata sugli interessi dell'autore per l'occulto e il cinema dell'orrore, ha come protagonista Yusuke Urameshi, un giovane che è stato ucciso e riportato in vita come «detective del mondo degli spiriti». Il manga, costituito da 175 capitoli in 19 volumi dal 1990 al 1994, vendette più di 50 milioni di copie nel mondo, facendo vincere a Togashi il Premio Shōgakukan, ed ebbe un popolare adattamento animato. Successivamente, Togashi lavorò su Church!, una serie dōjinshi. Nel 1995, creò Level E (レベルE?), un manga comico fantascientifico. Composto da tre volumi, fu pubblicato per la prima volta da Weekly Shōnen Jump nel 1995 e durò fino al 1997. Level E fu adattato per una serie anime nel 2011.
Nel 1998 cominciò la serializzazione della seconda importante serie di Togashi, intitolata Hunter × Hunter (ハンター×ハンター?), un manga di azione e avventura. La storia tratta di Gon Freecss, un ragazzino alla ricerca del padre, un leggendario membro della cosiddetta associazione degli "Hunter". Quest'opera ebbe un grande successo dal punto di vista commerciale, con i primi venti volumi che avevano totalizzato, all'agosto 2011, quasi 55 milioni di copie vendute in Giappone. Nel 2008, Togashi si classificò quinto a pari merito con l'autore di One Piece, Eiichiro Oda, nella classifica dei preferiti fumettisti di manga stilata dai risultati di un sondaggio della ditta Oricon.
Nel 2017, Togashi scrisse un manga di due capitoli Akuten Wars (悪天ウォーズ?), illustrato da Hachi Mizuno e pubblicato nei numeri di settembre e novembre di Grand Jump Premium.

## Opere

### Manga
- Ōkami nante kowakunai!! (狼なんて怖くない!!?)

Pubblicato nel 1989, è una raccolta di storie brevi, compresa quella d'esordio di Togashi, Tonda Birthday Present, meglio conosciuta come Buttobi Straight (vincitrice del premio Tezuka), Occult tanteidan 1 e 2, Horror Angel e l'opera che dà il titolo alla raccolta, Ōkami nante kowakunai!!. In tutte le storie è presente la tendenza di Togashi a descrivere il soprannaturale. Lo stile di disegno è semplice.
- Tende shōwaru Cupid (てんで性悪キューピッド?, Tende shōwaru kyūpiddo)

Pubblicato tra il 1989 e metà del 1990, viene raccolta in quattro tankōbon separati. La serie viene serializzata su Weekly Shōnen Jump.
- Yu degli spettri (幽☆遊☆白書?, Yu yu hakushō)

Pubblicato per la prima volta nel 1990, fino al 1994, contando in totale 19 tankōbon. Narra le vicende di Yusuke Urameshi, un ragazzo con una grandissima forza spirituale, a cui dopo essere morto viene offerta nell'aldilà la possibilità di tornare in vita, a patto di lavorare al servizio del Dio dei morti per sconfiggere i demoni che infestano questo e l'altro mondo. Un gruppo di demoni e umani assai potenti si uniscono a lui, e lo aiutano nelle sue battaglie.
- Level E (レベルE?, Reberu Ī)

Storia di fantascienza in tre tankōbon (pubblicati nel 1995-1996) in cui un ragazzo terrestre si trova alle prese con un principe alieno.
- Hunter × Hunter (HUNTER×HUNTER?) (1998-in corso)

Iniziato nel 1998 e tuttora in corso su Weekly Shonen Jump. Il protagonista della storia è Gon, un ragazzino che vuole seguire le orme del padre e diventare un Hunter. Gli "Hunter" sono persone dotate di straordinarie capacità che usano per compiere specifiche mansioni. Durante il suo viaggio Gon incontra amici, ma anche formidabili avversari, ed entra in un mondo estremamente ampio e variegato.
- Church! (CHURCH!?)

Un dōjinshi da lui illustrato.

### Libri illustrati
- Oboo-nu- to Chiboo-nu-

Un libro per bambini scritto dalla moglie, Naoko Takeuchi, e da lui illustrato per il compleanno del figlio.